# Condado de Waushara
El condado de Waushara (en inglés: Waushara County), fundado en 1851, es uno de 72 condados del estado estadounidense de Wisconsin. En el censo de los Estados Unidos de 2020, el condado tenía una población de 24 520 habitantes y en lo de 2000 una densidad poblacional de 14 personas por km². La sede del condado es Wautoma. El condado recibe su nombre por una palabra amerindia «madre tierra».

## Geografía
Según la Oficina del Censo, el condado tiene un área total de 1,650 km², de la cual 1,621 km² es tierra y 28 km² (1.78%) es agua.

### Condados adyacentes
- Condado de Portage (norte)
- Condado de Waupaca (noreste)
- Condado de Winnebago (este)
- Condado de Green Lake (sur)
- Condado de Marquette (sur)
- Condado de Adams (oeste)

## Demografía
| 1930   | 1970   | 1980   | 1990   | 2000   |
| ------ | ------ | ------ | ------ | ------ |
| 14.427 | 14.795 | 18.469 | 19.385 | 23.154 |

En el censo de 2020, hubo 24 520 personas, y en lo de 2000 9,336 hogares y 6,581 familias residiendo en el condado. La densidad poblacional era de 14 personas por km². En el 2000 había 13,667 unidades habitacionales en una densidad de 8 por km². La demografía del condado era de 96.80% de raza blanco, 0.27% afroamericanos, 0.31% amerindios, 0,35% asiáticos, 0,03% isleños del Pacífico, 1.36% de otras razas y 0,89% de dos o más razas. 3.66% de la población era de origen hispano/latino de cualquier raza.

## Municipalidades

### Ciudades
- Berlin (parcial)
- Wautoma

### Pueblos
- Aurora
- Bloomfield
- Coloma (condado de Waushara, Wisconsin)
- Dakota
- Deerfield
- Hancock (condado de Waushara, Wisconsin)
- Leon
- Marion
- Mount Morris
- Oasis
- Plainfield (condado de Waushara, Wisconsin)
- Poy Sippi
- Richford
- Rose
- Saxeville
- Springwater
- Warren
- Wautoma (condado de Waushara, Wisconsin)

### Villas
- Coloma
- Hancock
- Lohrville
- Plainfield
- Redgranite
- Wild Rose

### Áreas no incorporadas
- Borth
- Metz (parcial)
- Pine River